# Кустарниковые тиранны
Кустарниковые тиранны (лат. Myiotheretes) — род воробьиных птиц из семейства Тиранновые.

## Список видов
- Дымчатый кустарниковый тиранн Myiotheretes fumigatus (Boissonneau, 1840)
- Рыжебрюхий кустарниковый тиранн Myiotheretes fuscorufus (P. L. Sclater et Salvin, 1876)
- Кустарниковый тиранн Myiotheretes pernix (Bangs, 1899)
- Полосатогорлый кустарниковый тиранн Myiotheretes striaticollis (P. L. Sclater, 1853)